# O'Reilly Media
Pour les articles homonymes, voir O'Reilly.
O'Reilly Media (anciennement O'Reilly & Associates) est une maison d'édition américaine, fondée par Tim O'Reilly en 1978, et dont l'activité principale est la publication de livres concernant l'informatique. 
À l'origine exclusivement centrés sur l'administration et la programmation des systèmes Unix, les livres publiés par O'Reilly couvrent en 2005 tous les domaines de l'informatique. La publication de The Whole Internet User's Guide & Catalog en 1992, en s'adressant aux nouveaux utilisateurs des réseaux, a marqué le début de la diversification de l'éditeur.
Les livres publiés par O'Reilly possèdent une marque distinctive forte : une image d'animal xylographiée sur fond blanc figure en effet sur la couverture de la plupart de leurs publications liées à Unix et à la programmation. Depuis 2002, les livres à destination des non-professionnels ont progressivement adopté de nouvelles couvertures.
O'Reilly est à l'origine du système de publication en ligne Safari qui permet, par abonnement, d'accéder simultanément à plusieurs ouvrages choisis parmi la quasi-totalité des livres publiés par O'Reilly, mais aussi par d'autres éditeurs américains associés pour l'occasion.
La société ne se contente pas d'éditer un grand nombre de livres, mais accueille aussi beaucoup de conférences annuelles, et fournit des services online à la communauté Open source. Parmi les conférences, on a pu noter la O'Reilly Emerging Technology Conference (du 22 au 25 avril 2003) et la O'Reilly Open Source Convention (du 7 au 11 juillet 2003) à Portland (Oregon).
O'Reilly a adopté les durées de Copyright 1790, qui limitent la protection des textes publiés pendant une durée maximale de 28 ans ; ce qui est bien plus court que les durées habituelles utilisées par le reste des maisons d'éditions.
Le 6 mai 2008, O'Reilly France ferme définitivement. Le 1er mars 2009, les anciens titres O'Reilly français sont de nouveau disponibles en format numérique grâce à Digit Books.
Le 29 juin 2017, l'éditeur décide de ne plus vendre de livres électroniques à l'unité au format PDF ou EPUB. Il produit toujours des livres papiers, mais l'offre électronique doit à présent passer par un abonnement à Safari, qui met à disposition tous ses livres, ainsi que de nombreux autres de divers éditeurs. Les livres électroniques sont au format HTML, lisibles dans un navigateur web.